# Word2vec
Cet article court présente un sujet plus développé dans : Plongement lexical.
En intelligence artificielle et en apprentissage machine, Word2vec est un groupe de modèles utilisé pour le plongement lexical (word embedding). Ces modèles ont été développés par une équipe de recherche chez Google sous la direction de Tomas Mikolov (en).
Ce sont des réseaux de neurones artificiels à deux couches entraînés pour reconstruire le contexte linguistique des mots. La méthode est implémentée dans la bibliothèque Python Gensim.

## Architectures
Deux architectures ont été initialement proposées pour apprendre les Word2vec, le modèle de sacs de mots continus (CBOW: continuous bag of words) et le modèle skip-gram. Le CBOW vise à prédire un mot étant donné son contexte, c'est-à-dire étant donné les mots qui en sont proches dans le texte. Un tel contexte est par exemple les 5 mots à droite et les 5 mots à gauche du mot à prédire. Le skip-gram a une architecture symétrique visant à prédire les mots du contexte étant donné un mot en entrée.

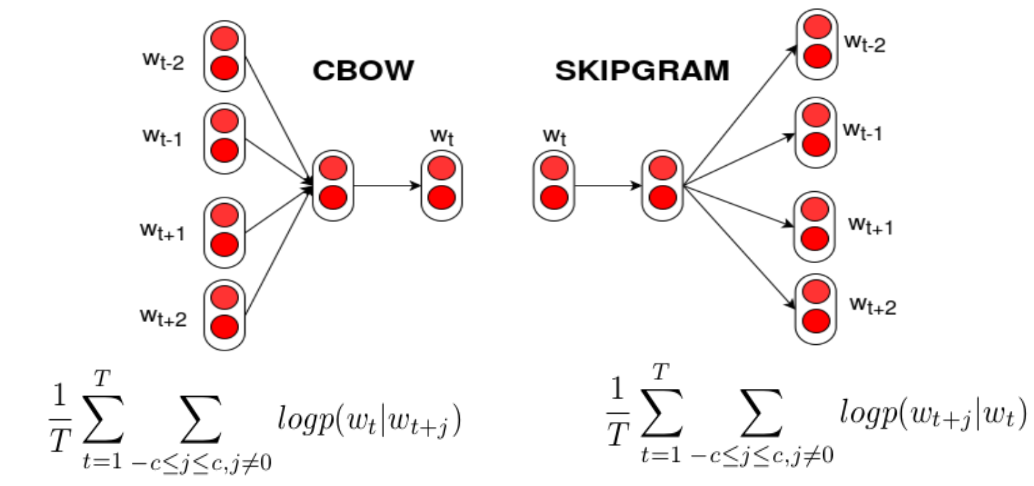
les modèles CBOW et Skip-gram de word2vec.

En pratique, le modèle CBOW est plus rapide à apprendre, mais le modèle skip-gram donne généralement de meilleurs résultats.
Dans les deux cas, le réseau de neurones comporte deux couches. La couche cachée contient quelques centaines de neurones et constitue, à l'issue de la représentation, le plongement lexical (embedding) permettant de représenter un mot. La couche de sortie permet d'implémenter une tâche de classification au moyen d'une softmax.
L'apprentissage ne nécessite néanmoins aucun label, la vérité terrain étant directement déduite des données et plus particulièrement de la proximité des mots au sein du corpus d'entraînement. En ce sens, l'apprentissage de Word2vec constitue un apprentissage auto-supervisé.